# Willem de Sitter

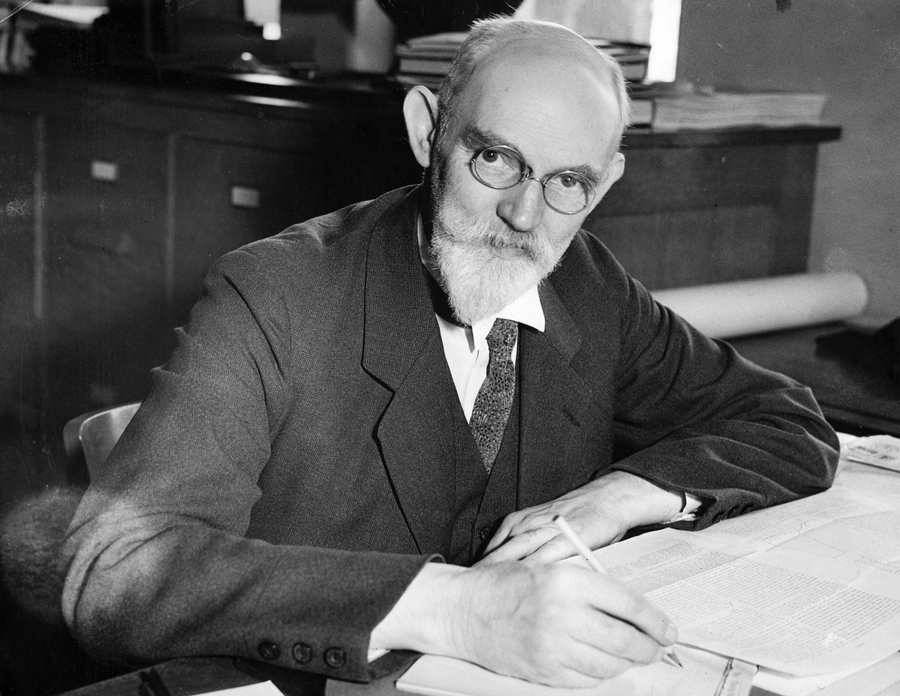
Willem de Sitter

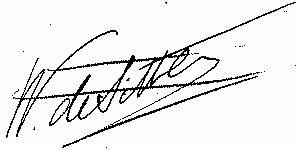
Willem de Sitter Unterschrift

Willem de Sitter (* 6. Mai 1872 in Sneek; † 20. November 1934 in Leiden) war ein niederländischer Astronom.

## Leben
Sitter studierte Mathematik an der Universität Groningen. Durch Jacobus Kapteyn wurde sein Interesse für Astronomie geweckt. 1901 wurde er bei Kapteyn mit der Arbeit Discussion of Heliometer Observations of Jupiter's Satellites promoviert. Ab 1908 war er Professor für Astronomie an der Universität Leiden und amtierte 1925/26 als Rektor der Universität Leiden.
1913 veröffentlichte er eine Reihe von Artikeln, in denen er zeigte, dass die Lichtgeschwindigkeit unabhängig von der Geschwindigkeit der Lichtquelle ist. Dies bestätigt die spezielle Relativitätstheorie, und widerlegt die Emissionstheorie des Lichtes.
Sitters Erfahrungen in der Himmelsmechanik erwiesen sich 1916/17 als nützlich, als er in einer Reihe von Artikeln die astronomischen Konsequenzen von Einsteins allgemeiner Relativitätstheorie beschrieb. Diese Arbeiten erweckten in Großbritannien Interesse an dieser Theorie, zu einer Zeit, als die kulturellen und wissenschaftlichen Beziehungen Englands zu Deutschland durch den Ersten Weltkrieg stark eingeschränkt waren, und führten direkt zu der Expedition von Arthur Stanley Eddington im Jahr 1919. Von 1919 bis 1934 war er Direktor des Observatoriums in Leiden.
Er pflegte Bekanntschaften u. a. zu Albert Einstein. Auf der Basis von dessen Relativitätstheorie beschrieb er 1917 erstmals ein sich ausdehnendes Universum (De-Sitter-Raum). Damals wurde das De-Sitter-Modell allerdings nicht als dynamisches (expandierendes) Modell des Universums gesehen, sondern als stationäre Lösung (es gibt mehrere Darstellungen je nach Koordinatenwahl). Das „Gegenstück“ zu diesem, der Anti-de-Sitter-Raum, gewann in den 1990er Jahren Bedeutung in der Stringtheorie. Das De-Sitter-Modell galt damals als Modell eines stationären Universums und war bis Anfang der 1930er Jahre neben dem stationären Modell von Einstein das dominierende kosmologische Modell. Im Gegensatz zum Einstein-Modell sagte es einen Rotverschiebungseffekt voraus. Heute wird es als Spezialfall der (dynamischen) Friedmann-Lösungen gesehen, mit verschwindender Materie und kosmologischer Konstante.
1932 veröffentlichte er das sog. Einstein-de-Sitter-Modell, ein flaches Universum ohne kosmologischen Term. Beide waren zu der Zeit in Kalifornien. Die Arbeit stand gleichzeitig für die Distanzierung sowohl von Einstein als auch von de Sitter von der kosmologischen Konstante, die mit der Erkenntnis eines dynamischen, expandierenden Universums damals nicht mehr nötig war.
1912 wurde er Mitglied der Königlich Niederländischen Akademie der Wissenschaften. 1925 bis 1928 war er Präsident der Internationalen Astronomischen Union. 1929 wurde er in die American Academy of Arts and Sciences und die National Academy of Sciences gewählt. 1931 wurde er mit der Goldmedaille der Royal Astronomical Society und 1934 mit dem Jules-Janssen-Preis ausgezeichnet. 1933 wurde er als korrespondierendes Mitglied in die Académie des sciences aufgenommen.

## Schriften
- On the bearing of the Principle of Relativity on Gravitational Astronomy, 1911. In: Monthly Notices of the Royal Astronomical Society. Vol. 71, S. 388–415.
- A proof of the constancy of the velocity of light, 1913. In: Proceedings of the Royal Netherlands Academy of Arts and Sciences. 1913, 15 II, S. 1297–1298.
- Ein astronomischer Beweis für die Konstanz der Lichtgeschwindigkeit, 1913. In:  Physikalische Zeitschrift, 14, S. 429.
- On the constancy of the velocity of light, 1913. In: Proceedings of the Royal Netherlands Academy of Arts and Sciences. 1913, 16 I, S. 395–396.
- Über die Genauigkeit, innerhalb welcher die Unabhängigkeit der Lichtgeschwindigkeit von der Bewegung der Quelle behauptet werden kann, 1913. In: Physikalische Zeitschrift. 14, S. 1267.